# Pokazne, Novîi Buh
Pokazne (în ucraineană Показне) este un sat în comuna Vilne Zaporijjea din raionul Novîi Buh, regiunea Mîkolaiiv, Ucraina.

## Demografie
Componența lingvistică a localității Pokazne
     Ucraineană (74,55%)
     Rusă (16,52%)
     Română (8,48%)
Conform recensământului din 2001, majoritatea populației localității Pokazne era vorbitoare de ucraineană (74,55%), existând în minoritate și vorbitori de rusă (16,52%) și română (8,48%).